# Liebenwalde
Liebenwalde is een gemeente in de Duitse deelstaat Brandenburg, en maakt deel uit van de Landkreis Oberhavel.
Liebenwalde telt 4.368 inwoners.
Het gebied, dat vroeger moerassig was, is door Nederlandse en Rijnlandse kolonisten vanaf 1614 geschikt gemaakt voor bebouwing, akkerbouw en veeteelt. Een deel van het land, dat nu deel uitmaakt van de stad Liebenwalde, kreeg de naam Neuholland.

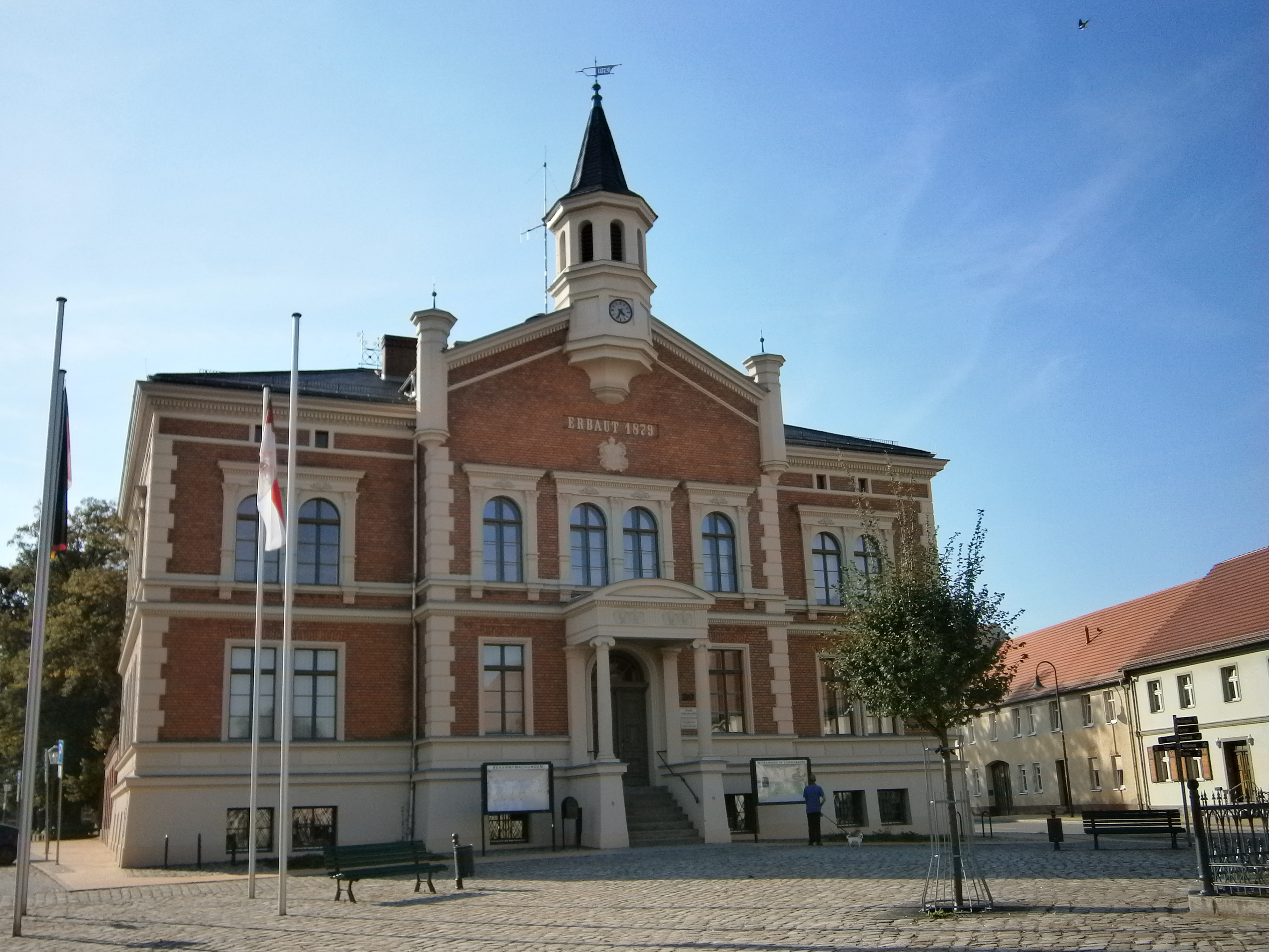
Het stadhuis van Liebenwalde.

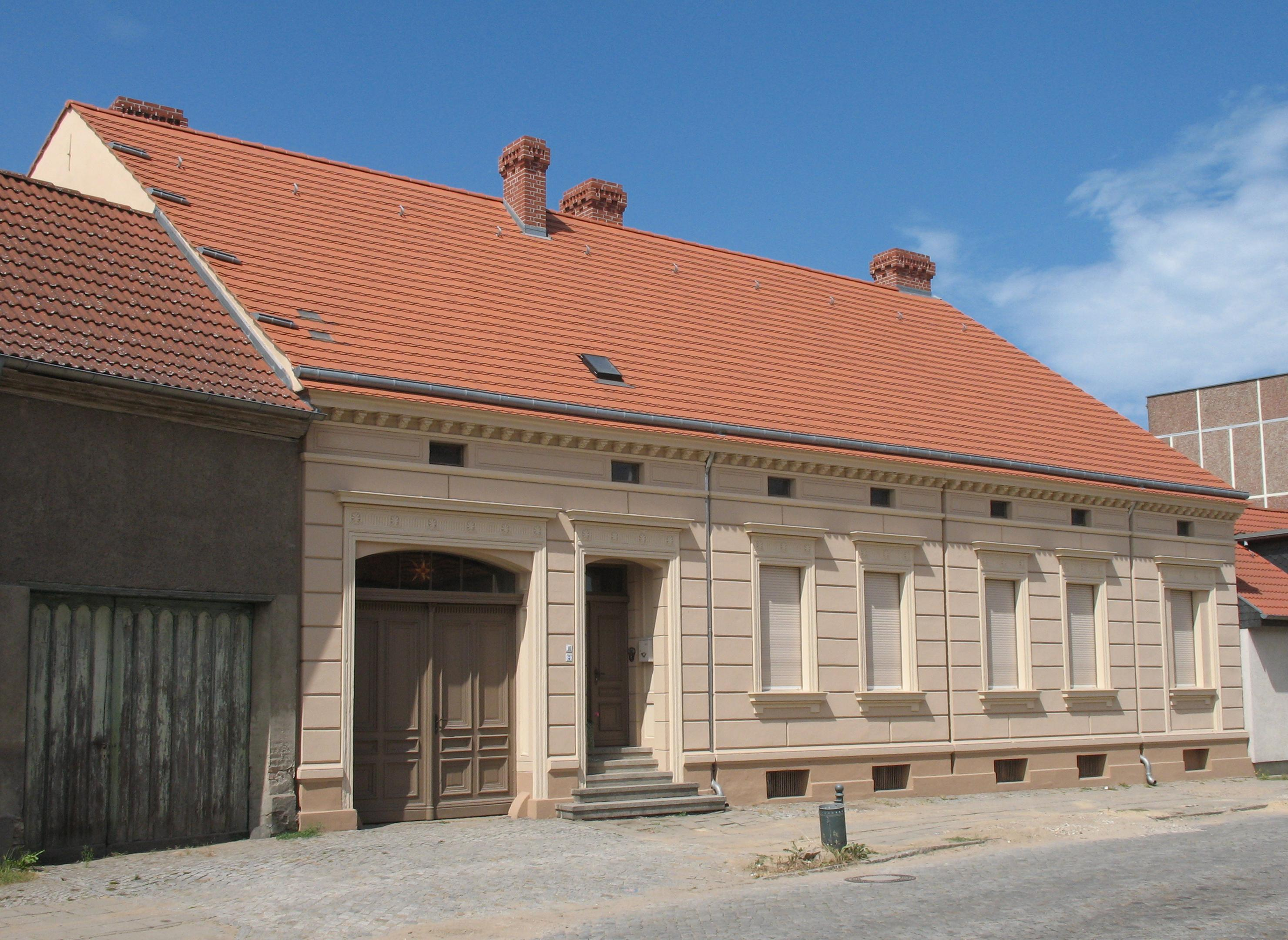
Zehdenicker Str.

Birkenwerder ·
Fürstenberg/Havel ·
Glienicke/Nordbahn ·
Gransee ·
Großwoltersdorf ·
Hennigsdorf ·
Hohen Neuendorf ·
Kremmen ·
Leegebruch ·
Liebenwalde ·
Löwenberger Land ·
Mühlenbecker Land ·
Oberkrämer ·
Oranienburg ·
Schönermark ·
Sonnenberg ·
Stechlin ·
Velten ·
Zehdenick